# Cethosia iphigenia
Cethosia iphigenia är en fjärilsart som beskrevs av Hans Fruhstorfer 1901. Cethosia iphigenia ingår i släktet Cethosia och familjen praktfjärilar. Inga underarter finns listade i Catalogue of Life.